# The Weight

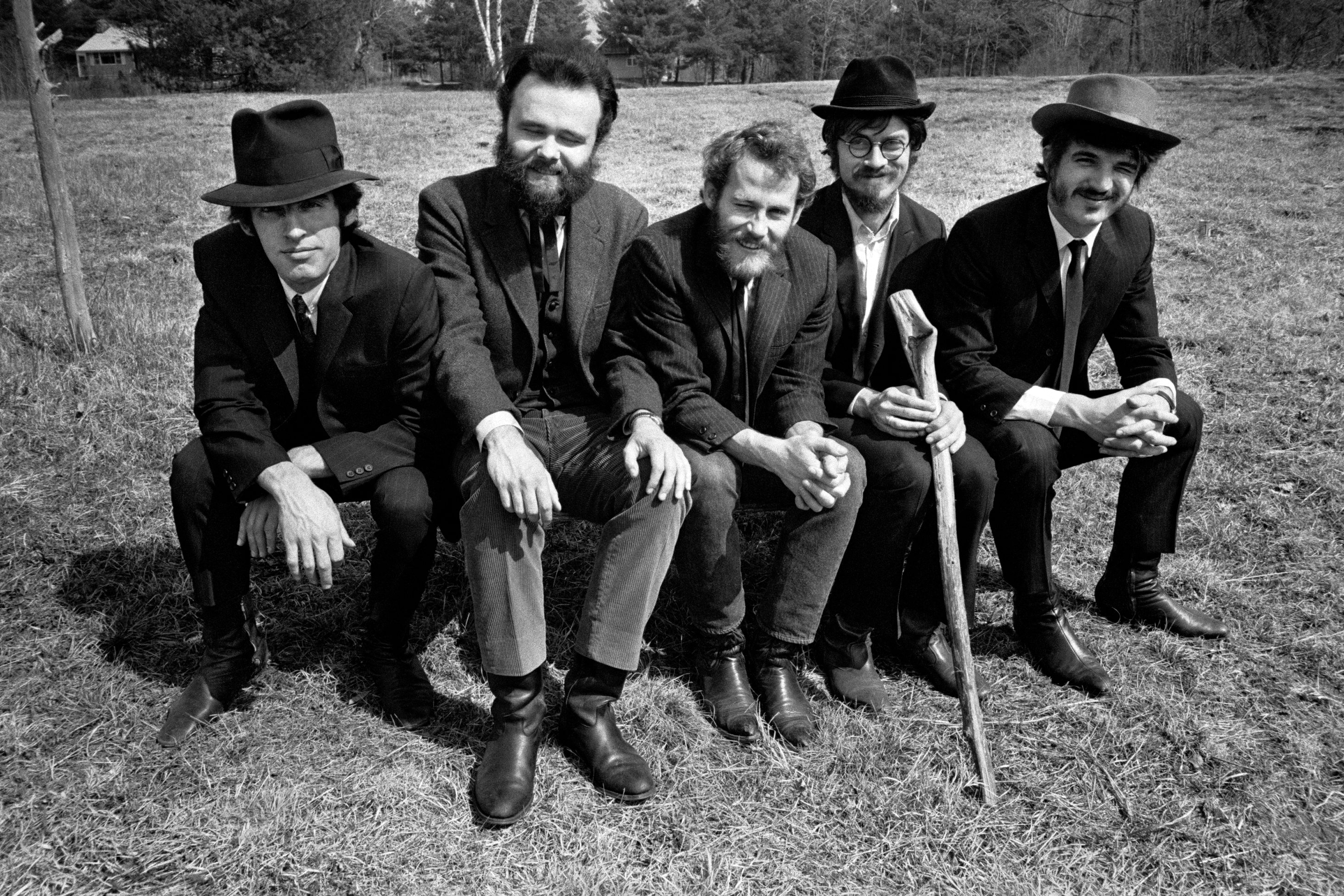
The Band, v.l.n.r. Richard Manuel, Garth Hudson, Levon Helm, Robbie Robertson, Rick Danko.

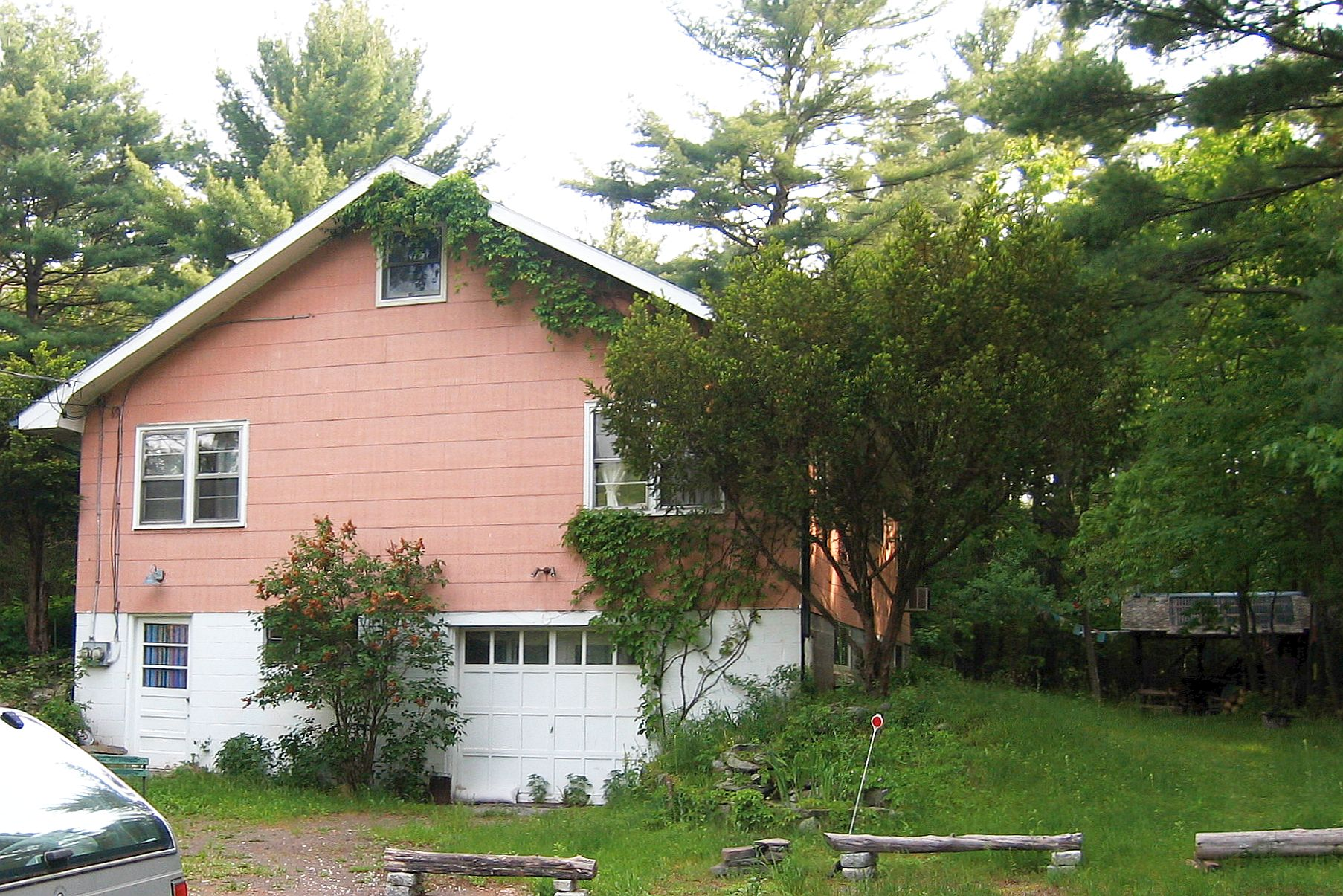
Het huis "Big Pink" in Woodstock (New York), waar The Weight tot stand kwam.

"The Weight" is een nummer van de Canadees-Amerikaanse rockgroep The Band, afkomstig van het album Music  from Big Pink uit 1968. Op 8 augustus dat jaar werd het nummer op single uitgebracht.

## Achtergrond
Het is een van de nummers van hun debuutalbum Music from Big Pink uit 1968. De titel van het album is ontleend aan het huis "Big Pink" in Woodstock (New York) waar The Band woonde en met Bob Dylan onder meer de legendarische Basement Tapes had opgenomen. De credits van The Weight zijn in handen van de voornaamste songwriter Robbie Robertson, maar het nummer kwam tot stand dankzij nauwe samenwerking van alle vijf leden van The Band.
The Weight werd ook uitgebracht als single, met op de B-kant het door Dylan geschreven I Shall Be Released. De plaat bereikte in de VS een 63e positie in de Billboard Hot 100, de 35e in Canada en in het Verenigd Koninkrijk de 21e positie in de UK Singles Chart. In Nederland werd de plaat destijds veel gedraaid op de zeezenders en de publieke radiozenders en werd een radiohit. De plaat bereikte de 22e positie in de Nederlandse Top 40 op Radio Veronica en de 13e positie in de Parool Top 20 op Hilversum 3. In België werd geen notering behaald in de voorloper van de Vlaamse Ultratop 50 en de Waalse hitlijst. Hoewel The Weight dus niet hoog in de hitlijsten kwam, kreeg de plaat wel de 41e plaats toegewezen op de lijst van 500 beste nummers aller tijden volgens het tijdschrift Rolling Stone.
Deze populairste plaat van The Band werd beroemd door de film Easy Rider van Dennis Hopper en Peter Fonda uit 1969, waarin het om contractuele redenen werd uitgevoerd door de groep Smith. In de concertfilm The Last Waltz van Martin Scorsese uit 1978 komt een studio-opname voor van The Weight met The Band en de Amerikaanse gospel-groep The Staple Singers, met solo's van Levon Helm, Roebuck "Pops" Staples, Mavis Staples en Rick Danko.
The Band sloeg dit lied zelden over tijdens hun concerten en ook bij de solocarrières van de groepsleden en de in de jaren tachtig en negentig door Levon Helm heropgerichte groep The Band bleef het een vast onderdeel van hun repertoire. Het is vele malen door andere artiesten opgenomen en geldt als een klassieker in de rockmuziek.

## Betekenis
The Weight is een lichtelijk surrealistisch (of, zoals Robertson zei, "Buñuelish") reisverhaal over een persoon die aankomt in Nazareth. De plaatsnaam verwijst naar het bijbelse Nazareth, maar in elk geval naar een plaatsje in Pennsylvania, waarnaar de hoofdpersoon op weg is. Eenmaal aangekomen ontmoet de reiziger verschillende mensen. Over deze ontmoetingen verhaalt de song: achtereenvolgens een man die hem niet de weg kan wijzen naar een hotel, "Carmen" en "the Devil" die samen oplopen, "Crazy Chester" die hem een bed aanbiedt in ruil voor zijn hond, en "Luke" die is gaan wachten op de apocalyps zonder zich te bekommeren om zijn jonge bruid.

## Bezetting
Bij de oorspronkelijke studio-opname van The Weight gold deze line-up: 
- Levon Helm - drums, 1e leadzanger
- Rick Danko - basgitaar, 2e leadzanger (couplet "Crazy Chester followed me")
- Garth Hudson - piano
- Richard Manuel - achtergrondzang, Hammondorgel
- Robbie Robertson - achtergrondzang, akoestische gitaar en elektrische gitaar

Hudson (de organist van The Band) en Manuel (de pianist) hadden dus geruild van instrument. Bij latere optredens werden orgel en/of synthesizers bespeeld door Garth Hudson en de piano door Richard Manuel, die ook vaak een deel van de lead vocals van The Weight voor zijn rekening nam.

## Films
The Weight komt voor op het overgrote deel van de (al dan niet officiële) concert-dvd's van The Band (en ook van de afzonderlijke ex-Bandleden) en verder in de volgende films:
- Easy Rider (1969)
- The Last Waltz (1978)
- Berkeley in the Sixties (1990)
- Woodstock: The Lost Performances (1990) (videofilm)
- Patch Adams (1998)
- Sports Night (1998) (TV, aflevering The Quality of Mercy at 29K)
- The '60s (1999) (TV)
- Girl, Interrupted (1999)
- The Boys of 2nd Street Park (2003) (TV)
- Breakfast with Hunter (2003)
- Festival Express (2003)
- Starsky & Hutch (2004)
- Wanderlust (2006) (TV)
- 1408 (2007)

## NPO Radio 2 Top 2000
| Nummer met noteringen in de NPO Radio 2 Top 2000 | '99 | '00 | '01 | '02 | '03 | '04 | '05 | '06 | '07 | '08 | '09 | '10 | '11 | '12 | '13 | '14 | '15 | '16 | '17 | '18 | '19 | '20 | '21 | '22 | '23 | '24 |
| ------------------------------------------------ | --- | --- | --- | --- | --- | --- | --- | --- | --- | --- | --- | --- | --- | --- | --- | --- | --- | --- | --- | --- | --- | --- | --- | --- | --- | --- |
| The Weight                                       | 734 | 938 | 901 | 565 | 783 | 902 | 706 | 848 | 832 | 774 | 781 | 794 | 933 | 508 | 323 | 324 | 352 | 348 | 356 | 759 | 784 | 677 | 740 | 858 | 727 | 879 |

1. ↑  Een vetgedrukt getal geeft de hoogste notering aan.

## Covers
Van The Weight zijn door tal van artiesten coverversies gemaakt. De bekendste daarvan zijn die van
- Jackie DeShannon
- Van Morrison
- Little Feat
- The Staple Singers
- Grateful Dead
- The New Riders of the Purple Sage
- Rooney
- The Black Crowes
- Spooky Tooth
- Hanson
- Panic at the Disco
- Aretha Franklin
- Joan Osborne
- John Denver
- Al Kooper & Mike Bloomfield
- Dionne Warwick
- Lee Ann Womack
- The Supremes & The Temptations
- The Allman Brothers Band
- Joe Cocker
- Jeff Healey
- Michelle Shocked
- Weezer
- Cassandra Wilson
- Marty Stuart